# Білокаменка (Глибоківський район)
Білока́менка (каз. Белокаменка) — село у складі Глибоківського району Східноказахстанської області Казахстану. Входить до складу Секісовського сільського округу.
Населення — 386 осіб (2021; 502 у 2009, 583 у 1999, 485 у 1989).
Національний склад станом на 1989 рік:
- росіяни — 100 %